# Liste der Biografien/Kirk
Liste der Biografien |
Portal Biografien |
Personensuche
# |
A |
B |
C |
D |
E |
F |
G |
H |
I |
J |
K |
L |
M |
N |
O |
P |
Q |
R |
S |
T |
U |
V |
W |
X |
Y |
Z |
?
 
Ka |
Kb |
Kc |
Kd |
Ke |
Kf |
Kg |
Kh |
Ki |
Kj |
Kl |
Km |
Kn |
Ko |
Kp |
Kr |
Ks |
Kt |
Ku |
Kv |
Kw |
Ky |
Kx |
Kz
 
Kia |
Kib |
Kic |
Kid |
Kie |
Kif |
Kig |
Kih |
Kii |
Kij |
Kik |
Kil |
Kim |
Kin |
Kio |
Kip |
Kir |
Kis |
Kit |
Kiu |
Kiv |
Kiw |
Kix |
Kiy |
Kiz
 
Kira |
Kirb |
Kirc |
Kird |
Kire |
Kirf |
Kirg |
Kirh |
Kiri |
Kirj |
Kirk |
Kirl |
Kirm |
Kirn |
Kiro |
Kirp |
Kirr |
Kirs |
Kirt |
Kiru |
Kirv |
Kirw |
Kiry |
Kirz
Die Liste der Biografien führt alle Personen auf, die in der deutschsprachigen Wikipedia einen Artikel haben. Dieses ist eine Teilliste mit 208 Einträgen von Personen, deren Namen mit den Buchstaben „Kirk“ beginnt.

## Kirk
- Kirk Knight (* 1995), US-amerikanischer Hip-Hop-Musiker und Musikproduzent
- Kirk, Aden (* 1992), englischer Dartspieler
- Kirk, Alan G. (1888–1963), US-amerikanischer Admiral und Diplomat
- Kirk, Alexander Comstock (1888–1979), US-amerikanischer Diplomat
- Kirk, Andrew Jackson (1866–1933), US-amerikanischer Politiker
- Kirk, Andy (1898–1992), US-amerikanischer Big-Band-Leader sowie Bassist
- Kirk, Brian, US-amerikanischer Filmkomponist
- Kirk, Brian (* 1968), britischer Film- und Fernsehregisseur
- Kirk, Charlie (* 1993), US-amerikanischer Autor, Podcaster und konservativer politischer AktivistCharlie Kirk (* 1993)

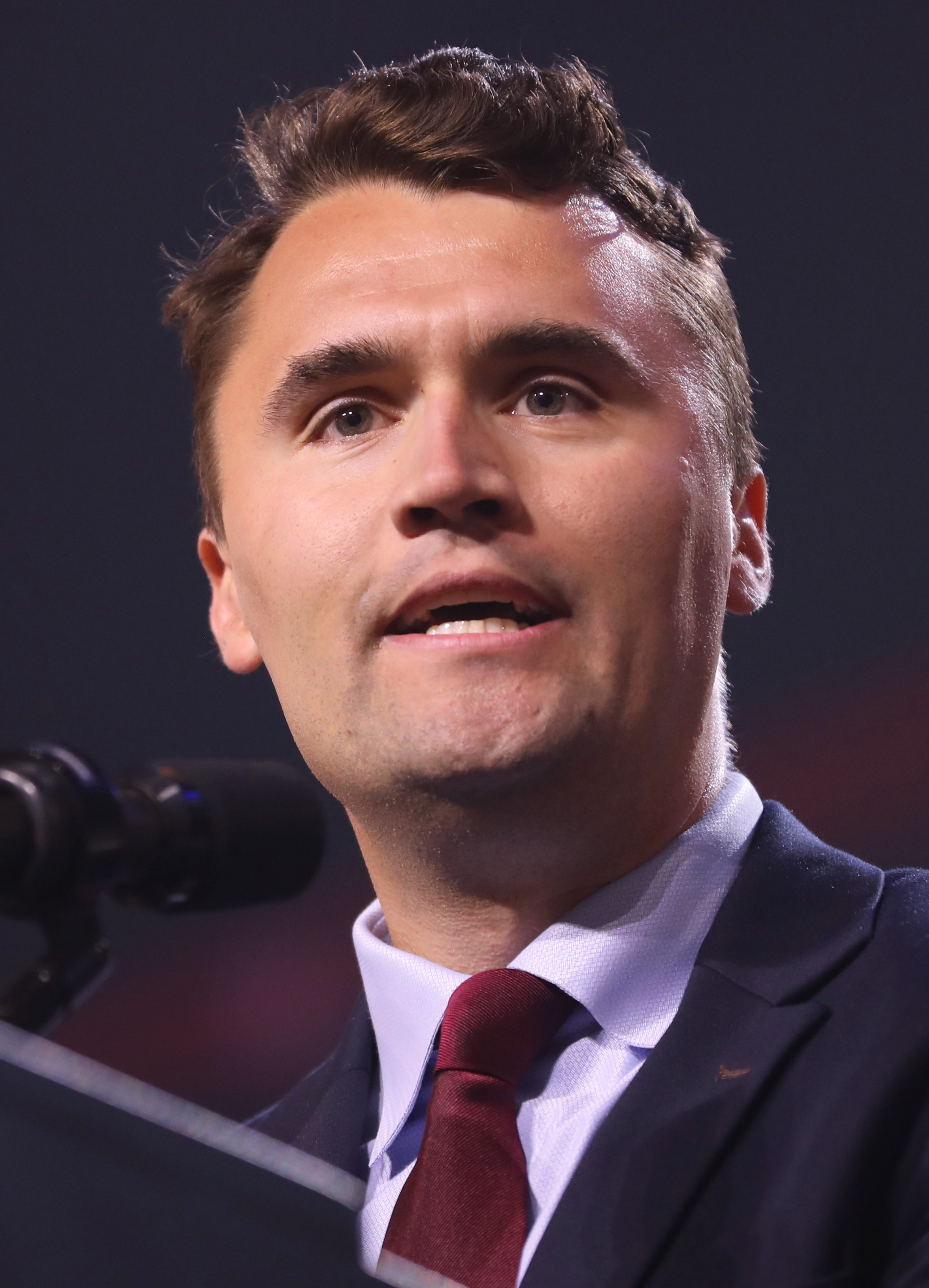
Charlie Kirk (* 1993)

- Kirk, Christian (* 1963), deutscher Verleger
- Kirk, Christian (* 1996), US-amerikanischer American-Football-Spieler
- Kirk, Claude Roy (1926–2011), US-amerikanischer Politiker, Gouverneur von Florida
- Kirk, Cybele (1870–1957), neuseeländische Abstinenzlerin, Suffragette und Lehrerin
- Kirk, David (* 1960), neuseeländischer Rugby-Union-Spieler
- Kirk, David B. (* 1960), US-amerikanischer Computeringenieur
- Kirk, Dorthaan (* 1938), US-amerikanische Jazz-Promoterin
- Kirk, Eddie (1919–1997), US-amerikanischer Country-Musiker
- Kirk, Geoffrey S. (1921–2003), britischer Klassischer Philologe
- Kirk, George Washington (1837–1905), US-amerikanischer Offizier, Geschäftsmann und Farmer
- Kirk, Hannes (1924–2010), deutscher Fußballspieler und -trainer
- Kirk, Hans (1898–1962), dänischer Schriftsteller und Journalist
- Kirk, Harry (1859–1948), neuseeländischer Schulinspektor, Biologe und Universitätsprofessor
- Kirk, Herbert (1912–2006), protestantischer nordirischer Politiker
- Kirk, Jack (1895–1948), US-amerikanischer Schauspieler
- Kirk, James (* 1986), kanadischer Filmschauspieler
- Kirk, Jennifer (* 1984), US-amerikanische Eiskunstläuferin
- Kirk, John (1832–1922), schottischer Arzt, Naturwissenschaftler, Entdeckungsreisender und Diplomat
- Kirk, John M. (* 1951), Lateinamerikanist
- Kirk, Justin (* 1969), US-amerikanischer SchauspielerJustin Kirk (* 1969)

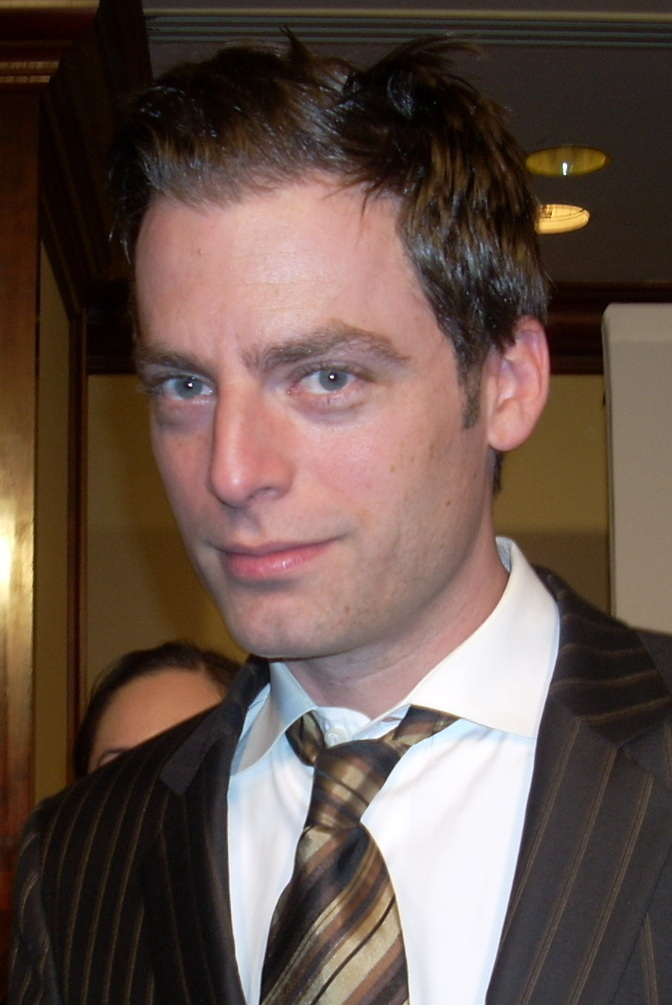
Justin Kirk (* 1969)

- Kirk, Karl (1890–1955), dänischer Turner
- Kirk, Leonard (* 1966), US-amerikanischer Comiczeichner
- Kirk, Liam (* 2000), britischer Eishockeyspieler
- Kirk, Lisa (1925–1990), US-amerikanische Schauspielerin und Sängerin
- Kirk, Maria Louise (1860–1938), amerikanische Illustratorin
- Kirk, Mark (* 1959), US-amerikanischer Politiker
- Kirk, Mark-Lee (1895–1969), US-amerikanischer Filmarchitekt
- Kirk, Mary Colston (1899–1990), US-amerikanische Jazzmusikerin (Piano)
- Kirk, Norman (1923–1974), neuseeländischer Politiker, Premierminister von Neuseeland (1972–1974)
- Kirk, Oliver (1884–1958), US-amerikanischer Boxer
- Kirk, Paul G. (* 1938), US-amerikanischer Politiker der Demokratischen Partei
- Kirk, Phyllis (1927–2006), US-amerikanische Schauspielerin
- Kirk, Rahsaan Roland (1935–1977), amerikanischer Saxophonist und Multi-InstrumentalistRahsaan Roland Kirk (1935–1977)

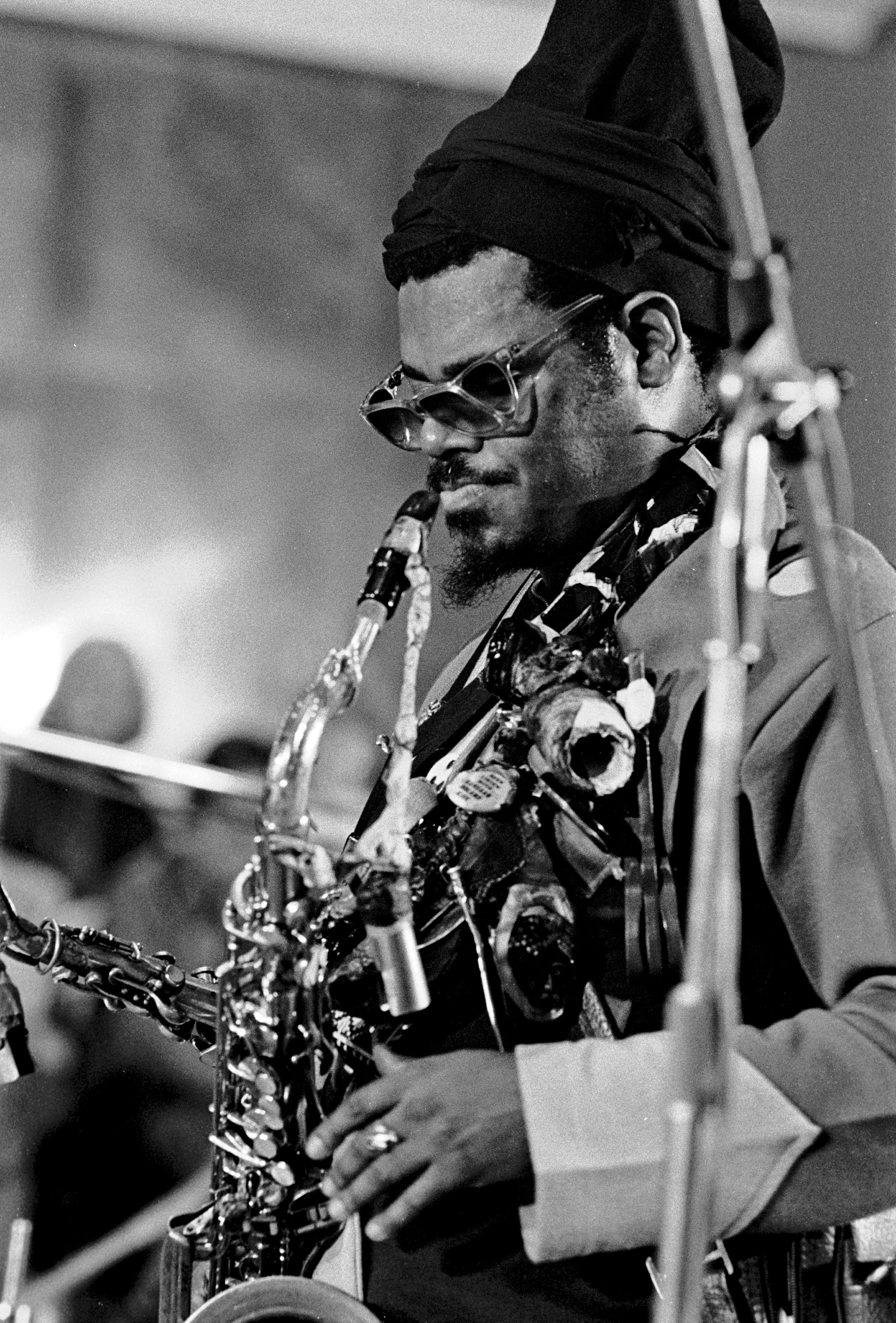
Rahsaan Roland Kirk (1935–1977)

- Kirk, Raymond Eller (1890–1957), US-amerikanischer Chemiker
- Kirk, Ricardo (1874–1915), brasilianischer Pilot des brasilianischen Heers
- Kirk, Richard H. (1956–2021), britischer Musiker, Komponist und Musikproduzent
- Kirk, Robert C. (1821–1898), US-amerikanischer Diplomat und Politiker
- Kirk, Ron (* 1954), US-amerikanischer Politiker
- Kirk, Russell (1918–1994), US-amerikanischer politischer Theoretiker, Historiker und Sozialkritiker
- Kirk, Sarah Jane (1829–1916), neuseeländische Suffragette und Menschenrechtsaktivistin
- Kirk, Séamus (* 1945), irischer Politiker
- Kirk, Snorre (* 1981), norwegischer Jazzmusiker (Schlagzeug, Komposition)
- Kirk, Tara (* 1982), US-amerikanische Schwimmerin
- Kirk, Thomas (1828–1898), britisch-neuseeländischer Botaniker
- Kirk, Thomas William (1856–1936), Biologe und wissenschaftlicher Administrator aus Neuseeland
- Kirk, Tommy (1941–2021), US-amerikanischer Schauspieler und GeschäftsmannTommy Kirk (1941–2021)

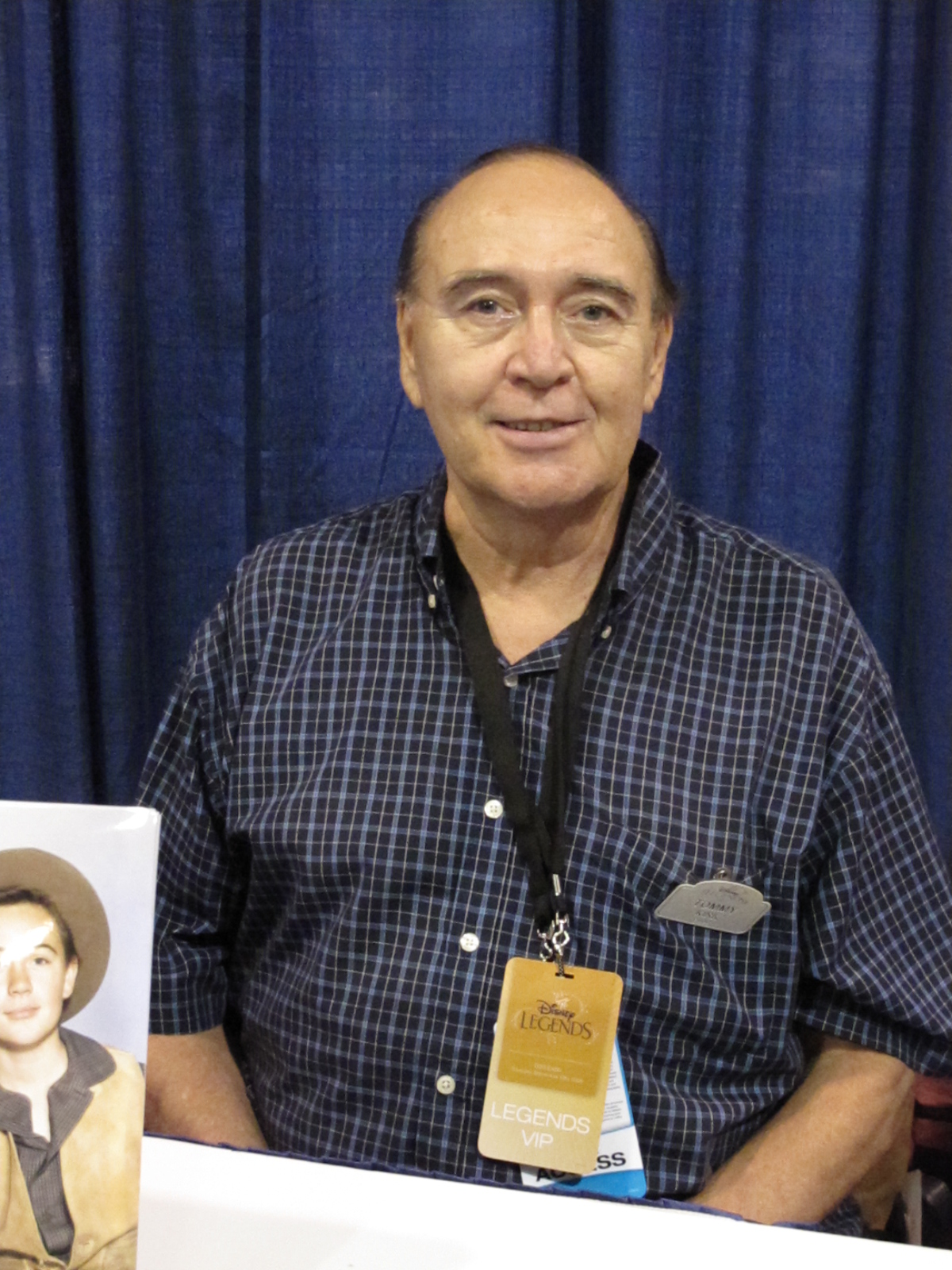
Tommy Kirk (1941–2021)

- Kirk, Wilbert († 1983), US-amerikanischer Jazzmusiker
- Kirk, William L. (1932–2017), US-amerikanischer Offizier, General der US Air Force

### Kirka
- Kirka (1950–2007), finnischer Musiker
- Kirkaldy, George Willis (1873–1910), englischer Biologe, Entomologe
- Kırkazak, Cahit (* 1979), türkischer Politiker

### Kirkb
- Kirkbride, Anne (1954–2015), britische Schauspielerin
- Kirkbride, Diana (1915–1997), britische Archäologin
- Kirkbride, John (* 1946), schottischer Sänger
- Kirkbride, John (* 1947), britischer Mittelstreckenläufer
- Kirkby, Emma (* 1949), britische Sängerin (Sopran)
- Kirkby, John († 1290), englischer Geistlicher und Beamter, Bischof von Ely
- Kirkby, John († 1352), englischer Geistlicher, Bischof von Carlisle
- Kirkby, John (1929–1953), schottischer Fußballspieler
- Kirkby, Mat, britischer Regisseur und Drehbuchautor

### Kirkc
- Kirkcaldy of Grange, William (1520–1573), schottischer Feldherr und Politiker
- Kirkcaldy, Lisenka (* 1987), deutsch-französische Sängerin und Schauspielerin schottischer Herkunft
- Kirkconnell, Clare (* 1953), US-amerikanische Schauspielerin

### Kirke
- Kirke, David († 1654), englischer Abenteurer, Händler, Kolonisator und Gouverneur
- Kirke, Donald (1901–1971), US-amerikanischer Theater-, Film- und Fernsehschauspieler
- Kirke, Jemima (* 1985), britische Künstlerin und SchauspielerinJemima Kirke (* 1985)

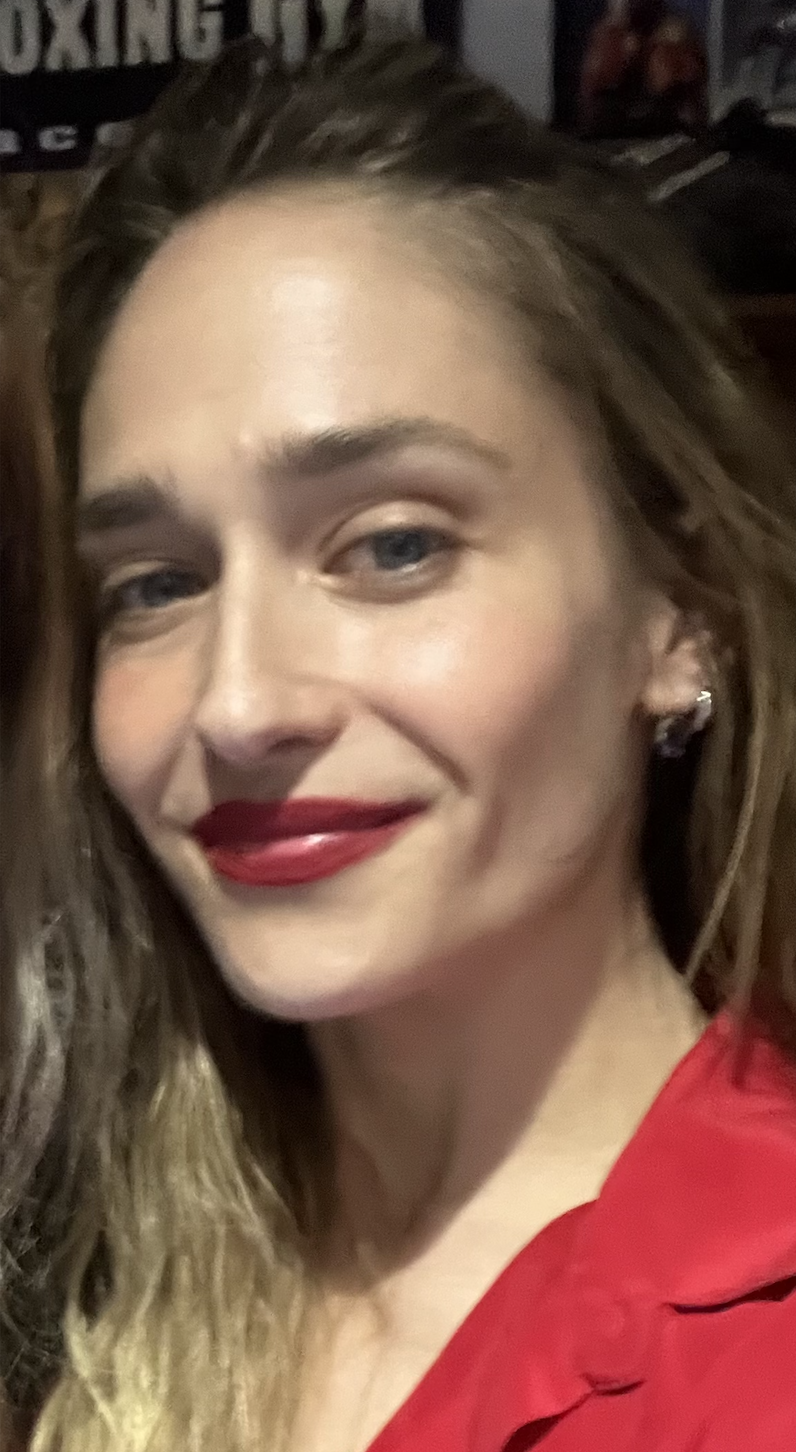
Jemima Kirke (* 1985)

- Kirke, Lola (* 1990), britisch-amerikanische Schauspielerin
- Kirke, Simon (* 1949), britischer Schlagzeuger
- Kirke, Walter (1877–1949), britischer General
- Kirkeberg, Grete (* 1964), norwegische Langstreckenläuferin
- Kirkeby, Ed (1891–1978), US-amerikanischer Bandleader
- Kirkeby, Per (1938–2018), dänischer Maler, Bildhauer und Autor
- Kirkeeide, Maren (* 2003), norwegische Biathletin
- Kirkegaard, Helene (* 1971), dänische Badmintonspielerin
- Kirkegaard, Jens (1889–1966), dänischer Turner
- Kirkegaard, Jens-Erik (* 1975), grönländischer Politiker
- Kirkegaard, Karla (* 1954), US-amerikanische Virologin und Genetikerin
- Kirkegaard, Knud Erik (* 1942), dänischer Politiker (Konservative Volkspartei), Mitglied des Folketing
- Kirkegaard, Ole Lund (1940–1979), dänischer Kinderbuchautor und Illustrator
- Kirkegaard, Sarah (* 1977), deutsche Filmproduzentin und Drehbuchautorin
- Kirkeløkke, Knud (1892–1976), dänischer Turner
- Kirkeløkke, Niclas (* 1994), dänischer HandballspielerNiclas Kirkeløkke (* 1994)

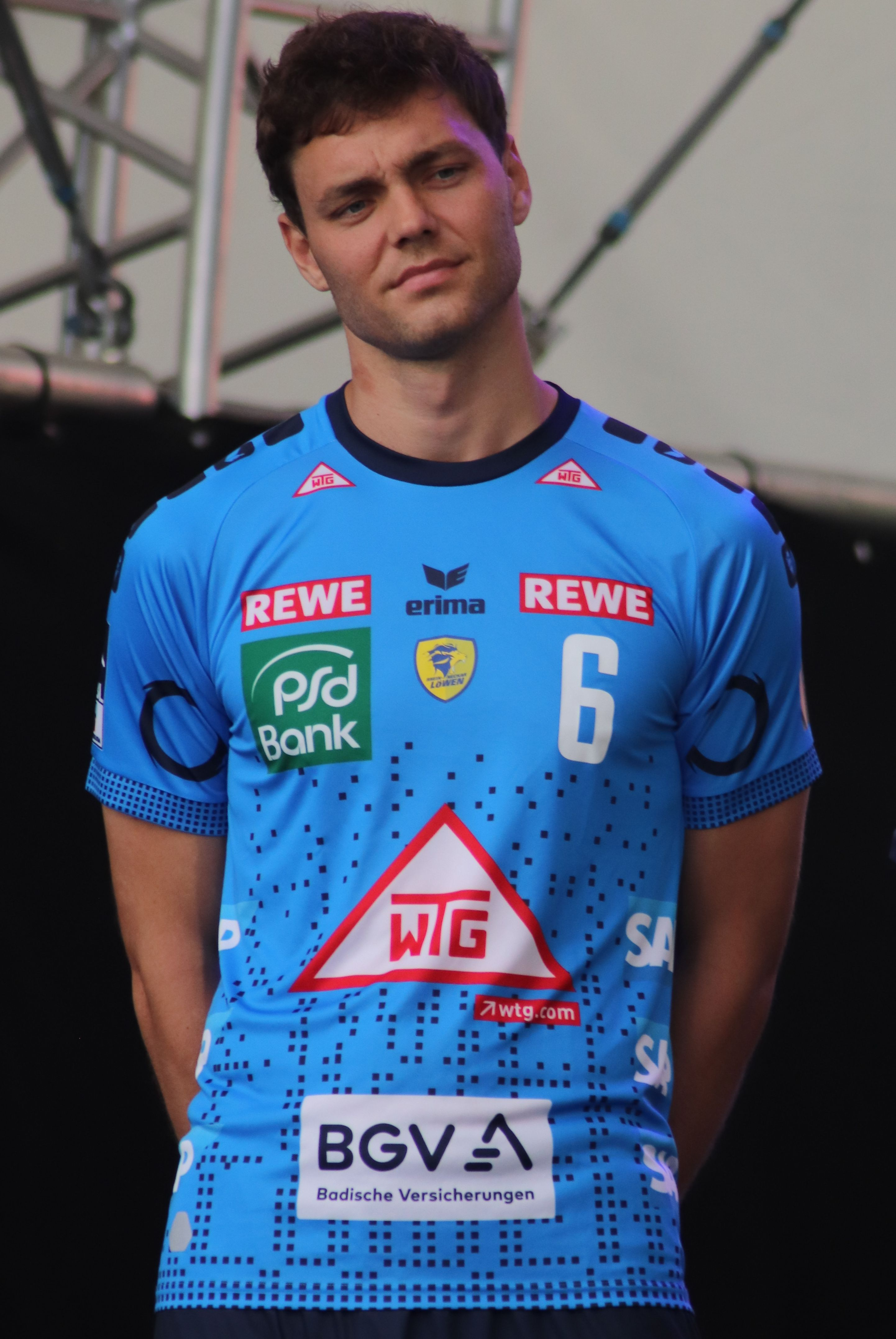
Niclas Kirkeløkke (* 1994)

- Kirkelund, Sveinung (* 1960), norwegischer Skispringer
- Kirkely, Ulrik (* 1972), dänischer Handballspieler und Handballtrainer
- Kirkendall, Ernest (1914–2005), US-amerikanischer Chemiker und Metallurg
- Kirker, Thomas († 1837), US-amerikanischer Politiker, Gouverneur von Ohio
- Kirkes, William Senhouse (1822–1864), englischer Physiologe
- Kirkeskov, Mikkel (* 1991), dänischer Fußballspieler
- Kirketerp, Martin (* 1982), dänischer Segler

### Kirkh
- Kirkham, Colin (* 1944), britischer Marathonläufer
- Kirkham, Don (1887–1930), australischer Radrennfahrer
- Kirkham, Graham, Baron Kirkham (* 1944), britischer Politiker und Unternehmer
- Kirkham, Ian (* 1963), englischer Saxophonist und Mitglied der Band Simply RedIan Kirkham (* 1963)

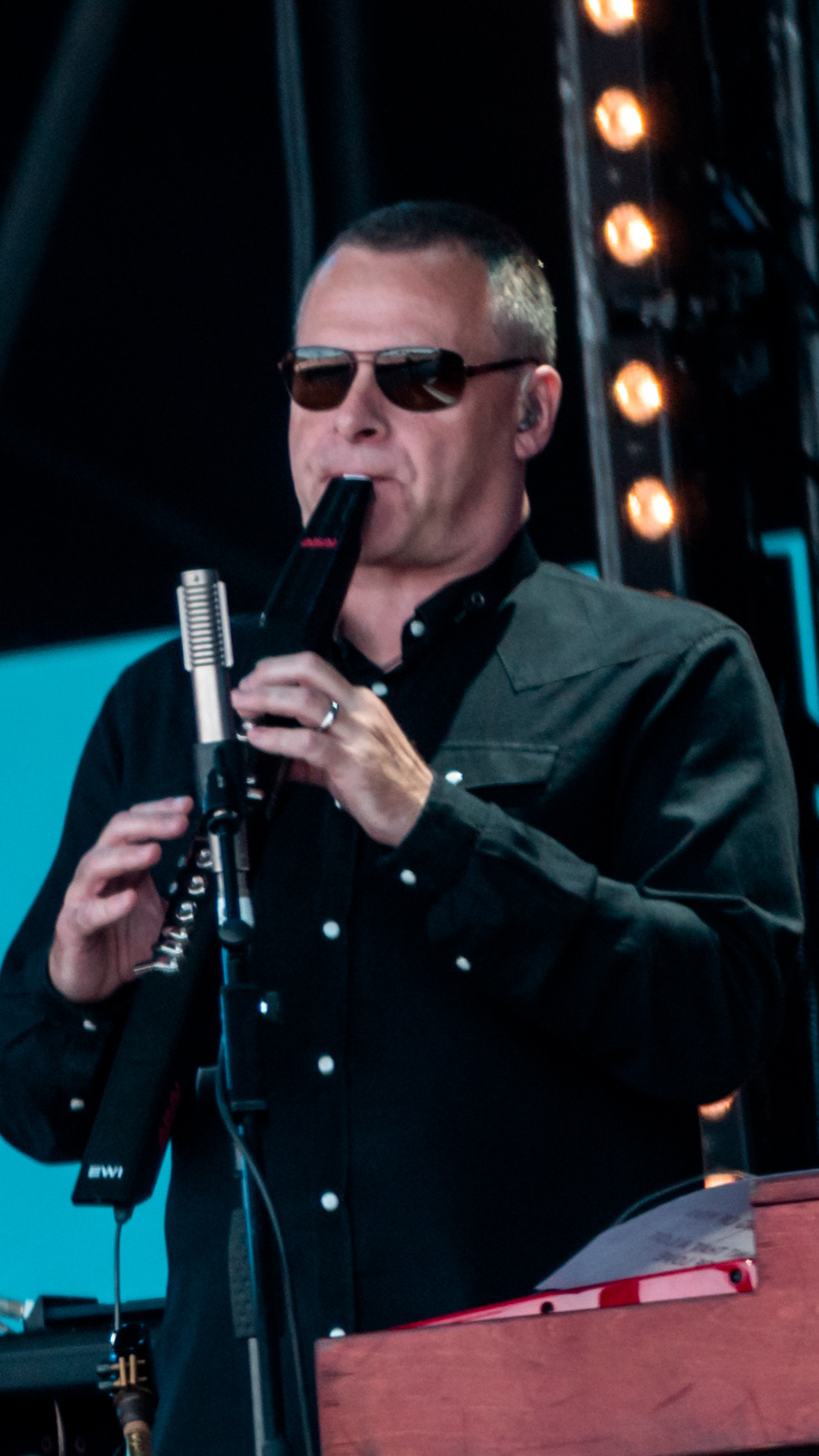
Ian Kirkham (* 1963)

- Kirkham, John Charles, britischer Soldat, Söldner und Abenteurer; Militärberater des äthiopischen Herrschers Yohannes IV.
- Kirkham, Pamela, 16. Baroness Berners (1929–2023), britische Peeress und Politikerin der Conservative Party
- Kirkham, Shaun (* 1992), neuseeländischer Ruderer
- Kirkham, Tom (1869–1928), englischer Fußballschiedsrichter
- Kirkholt, Mikal (1920–2012), norwegischer Skilangläufer
- Kirkhope, Timothy (* 1945), britischer Politiker (Conservative Party), Mitglied des House of Commons, MdEP

### Kirki
- Kirkilas, Gediminas (1951–2024), litauischer Politiker
- Kırkın, Ergi (* 1999), türkischer Tennisspieler
- Kirkisch, Kuprijan Ossipowitsch (1888–1932), russisch-sowjetischer Politiker (Kommunistische Partei) und Generalsekretär
- Kirkitadse, Maria Isabella (* 1971), deutsche Rechtsanwältin und Fernsehdarstellerin
- Kirkitadse, Sewarion (* 1955), deutscher Rechtsanwalt und Schauspieler

### Kirkl
- Kirkland Snider, Sarah (* 1973), amerikanische Komponistin
- Kirkland, Angus (* 1971), irischer Squashspieler
- Kirkland, Anjanette (* 1974), US-amerikanische Hürdenläuferin
- Kirkland, Chris (* 1981), englischer Fußballtorhüter
- Kirkland, Courtney (* 1974), US-amerikanischer Basketballschiedsrichter
- Kirkland, Dennis (1942–2006), britischer Fernsehproduzent und Regisseur
- Kirkland, Dep (1949–2022), US-amerikanischer Schauspieler
- Kirkland, Douglas (1934–2022), US-amerikanischer Fotograf
- Kirkland, Eddie (1923–2011), amerikanischer Bluesmusiker
- Kirkland, Gelsey (* 1952), US-amerikanische Balletttänzerin
- Kirkland, Geoffrey (* 1939), britischer Szenenbildner
- Kirkland, James (* 1984), US-amerikanischer Boxer
- Kirkland, James I. (* 1954), US-amerikanischer Wirbeltier-Paläontologe und Geologe
- Kirkland, John Thornton (1770–1840), US-amerikanischer Kleriker und Präsident der Harvard University
- Kirkland, Joseph (1770–1844), US-amerikanischer Jurist und Politiker
- Kirkland, Joseph Jack (1925–2016), US-amerikanischer Chemiker
- Kirkland, Keith (1900–1971), australischer Schwimmer
- Kirkland, Kenny (1955–1998), US-amerikanischer Jazzpianist und Komponist
- Kirkland, Lane (1922–1999), US-amerikanischer Gewerkschafter
- Kirkland, Leroy (1906–1988), US-amerikanischer R&B- und Jazzmusiker, Arrangeur und Songwriter
- Kirkland, Richard Rowland (1843–1863), konföderierter Soldat
- Kirkland, Sally, US-amerikanische Schauspielerin und Filmproduzentin
- Kirkland, Samuel (1741–1808), presbyterianischer Missionar
- Kırklar, Seracettin (1929–1995), türkischer Fußballspieler und -trainer
- Kirkley, Dwayne (* 1970), US-amerikanischer Basketballspieler
- Kirkliauskas, Alvydas (* 1954), litauischer Sportler, Strongman, Politiker der Gemeinde Marijampolė
- Kirkliauskas, Vytautas (1949–2008), litauischer Politiker, Bürgermeister
- Kirklin, John Webster (1917–2004), US-amerikanischer Chirurg und Kardiologe

### Kirkm
- Kirkman, Rick (* 1953), US-amerikanischer Comiczeichner
- Kirkman, Robert (* 1978), US-amerikanischer Comic-AutorRobert Kirkman (* 1978)

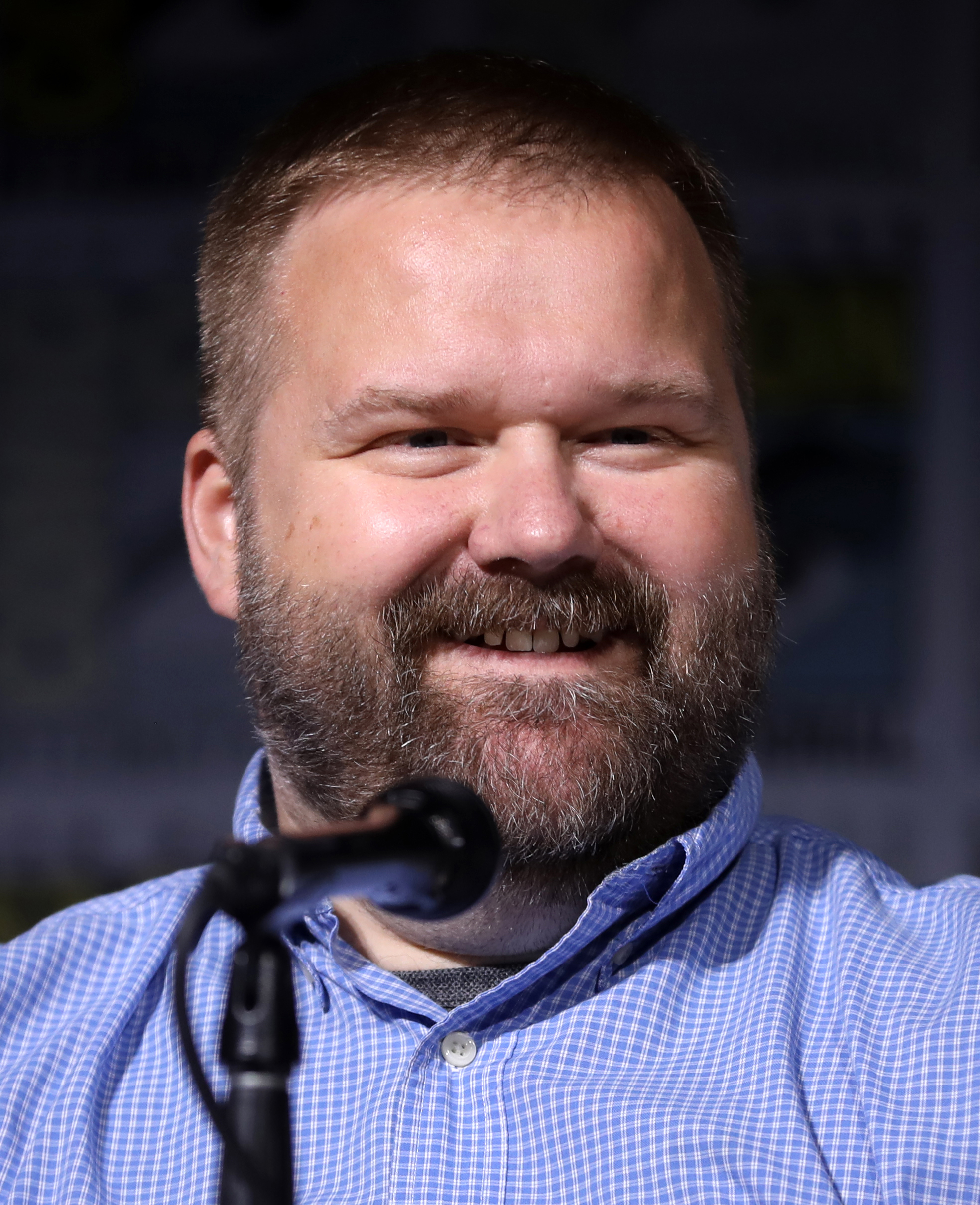
Robert Kirkman (* 1978)

- Kirkman, Sidney (1895–1982), britischer General
- Kirkman, Thomas (1806–1895), englischer Mathematiker und Pfarrer

### Kirko
- Kirkop, Oreste (1923–1998), maltesischer Opernsänger (Tenor)
- Kirkor, Adam (1819–1886), polnischer Journalist und Archäologe
- Kirkorow, Bedros Filippowitsch (1932–2025), bulgarisch-sowjetischer Popsänger und Volkskünstler Russlands
- Kirkorow, Filipp Bedrossowitsch (* 1967), russischer Sänger, Komponist und Musikproduzent
- Kirkorow, Kirkor (* 1968), bulgarischer Boxer
- Kirkov, Vasil (* 1999), US-amerikanischer Tennisspieler
- Kirkow, Georgi (1867–1919), bulgarischer Politiker, Publizist und Gewerkschafter
- Kirkow, Iwan (1932–2010), bulgarischer Maler und Illustrator
- Kirkow, Wassil (1870–1931), bulgarischer Schauspieler
- Kirkowa, Marija (* 1986), bulgarische Skirennläuferin

### Kirkp
- Kirkpatrick, Ann (* 1950), amerikanische Politikerin
- Kirkpatrick, Anne (* 1959), US-amerikanische Polizeibeamtin und Superintendent des New Orleans Police Department
- Kirkpatrick, C. J. (* 1950), britischer Hürdenläufer
- Kirkpatrick, Charles Cochran (1907–1988), US-amerikanischer Offizier, Konteradmiral der US-Navy
- Kirkpatrick, Chris (* 1971), US-amerikanischer Sänger, Musikproduzent, Tänzer, Schauspieler, Synchronsprecher; Mitglied der Boygroup *NSYNCChris Kirkpatrick (* 1971)

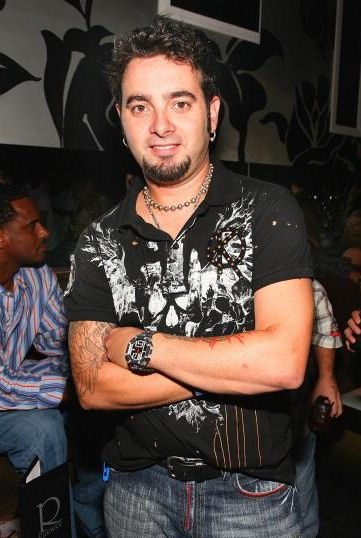
Chris Kirkpatrick (* 1971)

- Kirkpatrick, David Galer, kanadischer Informatiker
- Kirkpatrick, Don (1905–1956), US-amerikanischer Jazzpianist und Arrangeur des Swing
- Kirkpatrick, Donald (1924–2014), US-amerikanischer Wirtschaftswissenschaftler und Professor der University of Wisconsin
- Kirkpatrick, Dre (* 1989), US-amerikanischer American-Football-Spieler
- Kirkpatrick, Gail B. (* 1952), US-amerikanisch-deutsche Museumsleiterin
- Kirkpatrick, George Airey (1841–1899), kanadischer Politiker, Vizegouverneur von Ontario
- Kirkpatrick, Ian (* 1946), neuseeländischer Rugby-Union-Spieler
- Kirkpatrick, Ivone (1897–1964), britischer DiplomatIvone Kirkpatrick (1897–1964)

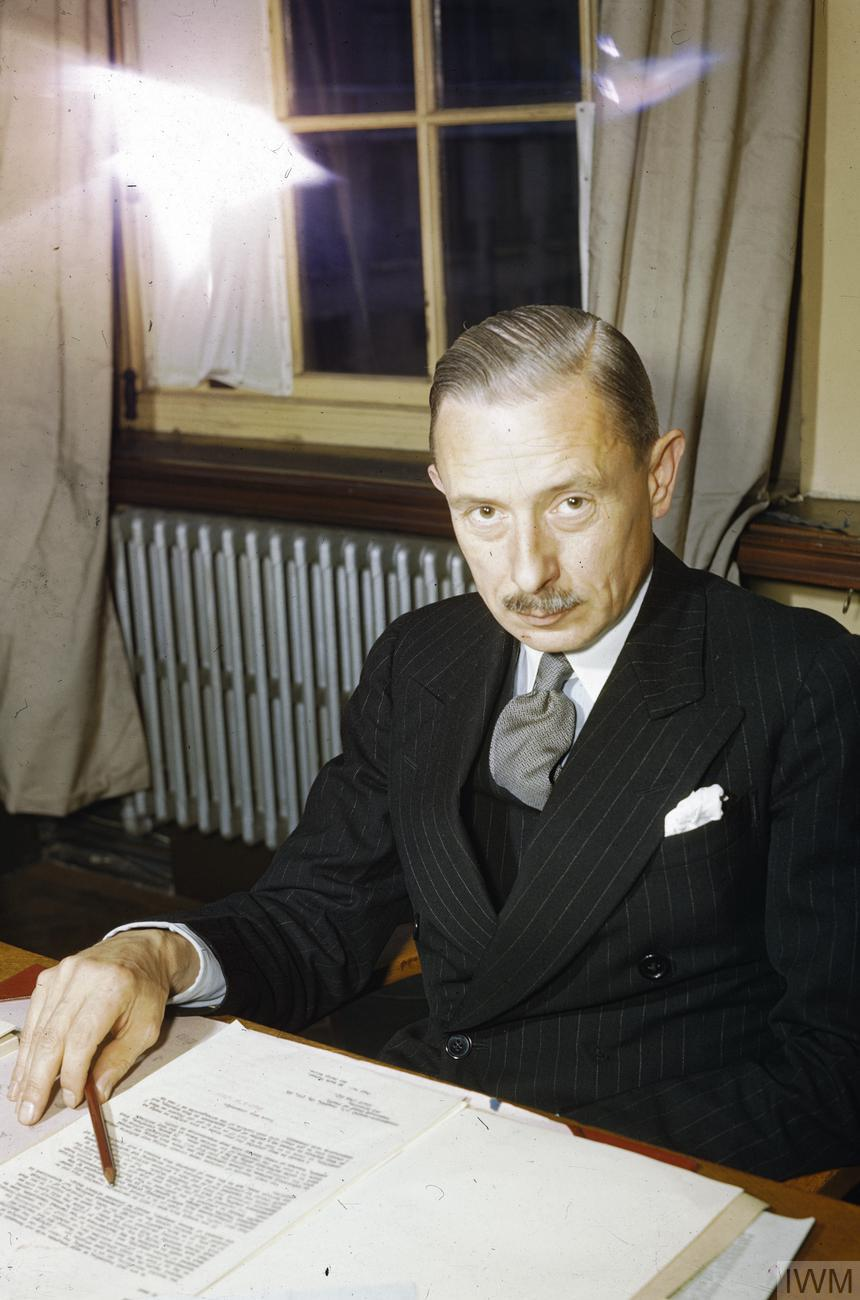
Ivone Kirkpatrick (1897–1964)

- Kirkpatrick, Jeane (1926–2006), US-amerikanische Politikwissenschaftlerin
- Kirkpatrick, John (1905–1991), klassischer Pianist und Musikwissenschaftler
- Kirkpatrick, Karey (* 1965), US-amerikanischer Filmregisseur und Drehbuchautor
- Kirkpatrick, Kate (* 1984), britische Philosophin und Theologin
- Kirkpatrick, Littleton (1797–1859), US-amerikanischer Politiker
- Kirkpatrick, Mark (* 1956), US-amerikanischer Evolutionsbiologe und Populationsgenetiker
- Kirkpatrick, Michael (* 1982), deutscher Basketballspieler
- Kirkpatrick, Ralph (1911–1984), amerikanischer Cembalist
- Kirkpatrick, Sanford (1842–1932), US-amerikanischer Politiker
- Kirkpatrick, Snyder S. (1848–1909), US-amerikanischer Politiker
- Kirkpatrick, Ted (1960–2022), US-amerikanischer Schlagzeuger
- Kirkpatrick, Wayne Joseph (* 1957), kanadischer Geistlicher, römisch-katholischer Bischof von Antigonish
- Kirkpatrick, William (1769–1832), US-amerikanischer Arzt und Politiker
- Kirkpatrick, William Huntington (1885–1970), US-amerikanischer Jurist und Politiker
- Kirkpatrick, William Sebring (1844–1932), US-amerikanischer Politiker

### Kirks
- Kirksaeter, Per (1930–2017), norwegischer Unternehmer
- Kirksey, Christian (* 1992), US-amerikanischer American-Football-Spieler
- Kirksey, Larry, US-amerikanischer American-Football-Trainer
- Kirksey, Morris (1895–1981), US-amerikanischer Leichtathlet und Olympiasieger
- Kirkskov, Morten (* 1963), dänischer Schauspieler, Theaterregisseur und Autor

### Kirku
- Kirkup, Eddie (* 1929), britischer Marathonläufer
- Kirkup, James (1918–2009), britischer Dichter, Dramatiker, Übersetzer und Hochschullehrer
- Kirkutis, Algimantas (* 1954), litauischer Kardiologe, Politiker und Professor

### Kirkw
- Kirkwood, Archy, Baron Kirkwood of Kirkhope (* 1946), britischer Politiker, Mitglied des House of Commons und Unternehmer
- Kirkwood, Curt (* 1959), US-amerikanischer Songwriter, Sänger und Gitarrist
- Kirkwood, Daniel (1814–1895), US-amerikanischer Astronom
- Kirkwood, David (1872–1955), britischer Politiker
- Kirkwood, David (1935–2012), US-amerikanischer Pentathlet und Schauspieler
- Kirkwood, James (1875–1963), US-amerikanischer Schauspieler und Filmregisseur
- Kirkwood, James Jr. (1924–1989), US-amerikanischer Theaterautor
- Kirkwood, Jimmy (* 1962), nordirischer Hockeyspieler
- Kirkwood, John G. (1907–1959), US-amerikanischer Physiker
- Kirkwood, Julieta (1936–1985), chilenische Soziologin und Politikwissenschaftlerin
- Kirkwood, Keith (* 1994), US-amerikanischer American-Football-Spieler
- Kirkwood, Kyle (* 1998), amerikanischer AutomobilrennfahrerKyle Kirkwood (* 1998)

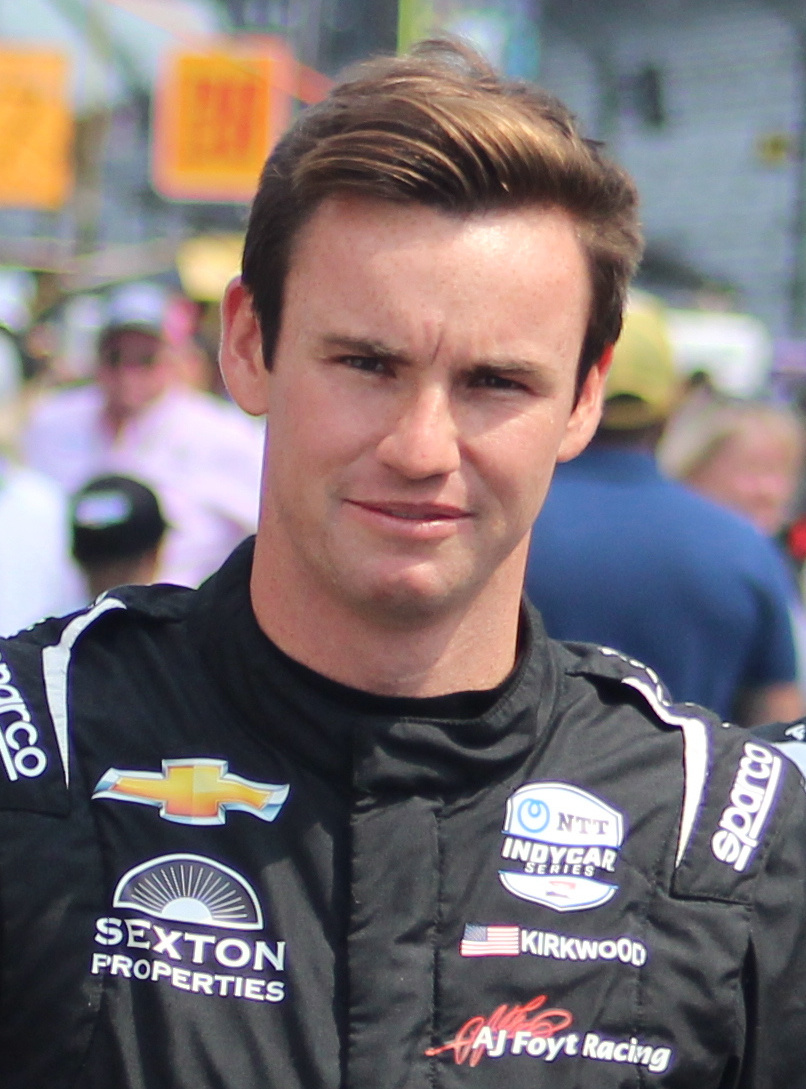
Kyle Kirkwood (* 1998)

- Kirkwood, Langley (* 1973), britischer Schauspieler
- Kirkwood, Lucy (* 1984), englische Dramaturgin und Drehbuchautorin
- Kirkwood, Neal, US-amerikanischer Jazzmusiker (Piano) und Komponist
- Kirkwood, Samuel J. (1813–1894), US-amerikanischer Politiker
- Kirkwood, Tom (* 1951), britischer Biologe und Gerontologe